# 둥구 (판즈화시)

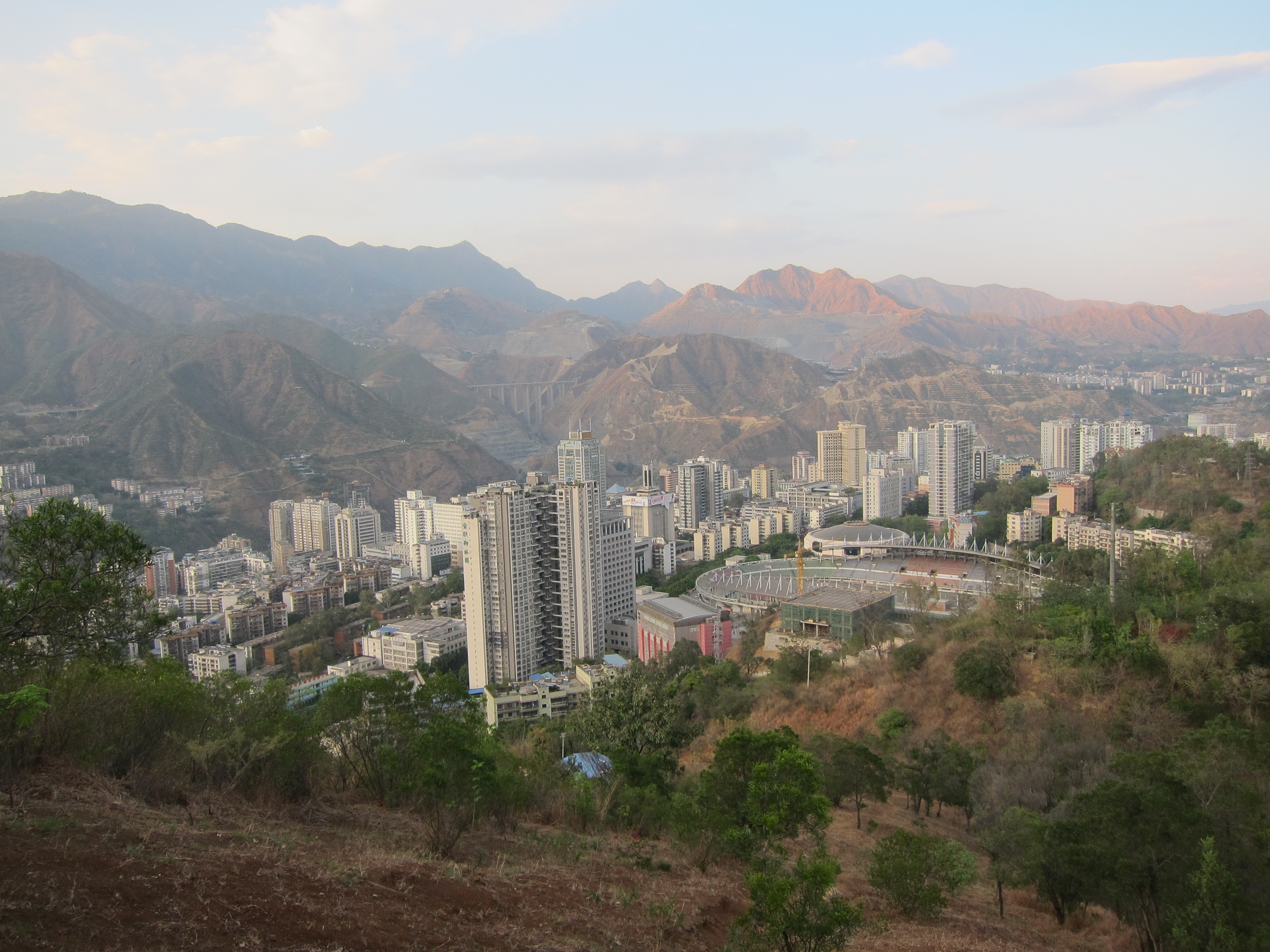

둥구(한국어: 동구, 중국어: 东区, 병음: Dōng Qū)는 중화인민공화국 쓰촨성 판즈화 시의 현급 행정구역이다. 넓이는 167km2이고, 인구는 2007년 기준으로 320,000명이다.

## 기후
연평균 기온은 19.2~20.3°C이고 연평균 강수량은 699.3mm이다.

## 행정 구역
9개 가도, 1개 진을 관할한다.
- 가도: 大渡口街道, 炳草岗街道, 南山街道, 向阳村街道, 弄弄坪街道, 枣子坪街道, 长寿路街道, 密地街道, 瓜子坪街道.
- 진: 银江镇.